# Scrittura a tastiera cieca
La scrittura a tastiera cieca è una modalità di dattilografia che comporta lo scrivere senza guardare la tastiera. Riuscire a trovare i tasti giusti per la scrittura senza utilizzare la vista, ma solo con la memoria e il tatto, risulta abbastanza semplice se ci si avvale di una metodologia ben specifica, specie se consolidata, quale è appunto il metodo di scrittura a tastiera cieca, che prevede l'uso razionale delle dieci dita con la memorizzazione della loro posizione e dei movimenti da compiere in tastiera.

## Storia
L'invenzione di tale metodo viene fatta risalire nel 1876 da Frank McGurrin, uno stenografo legale di Salt Lake City che insegnava dattilografia. Il 25 luglio 1888 McGurrin, che al tempo era l'unica persona a scrivere senza guardare la tastiera, ebbe una vittoria decisiva su Louis Taub (8º campione del metodo delle quattro dita) in una gara nazionale di dattilografia tenutasi a Cincinnati. Ai risultati ottenuti si diede una grande risonanza sui giornali dell'epoca. McGurrin vinse 500 dollari e rese popolare il nuovo metodo di scrittura.
In questa occasione venne sancita, una volta per tutte, la supremazia della macchina per scrivere Remington con tastiera di tipo QWERTY sulle altre macchine allora prodotte, compresa la Caligraph, dotata di settantadue tasti, usata dallo stesso Taub.

## Descrizione

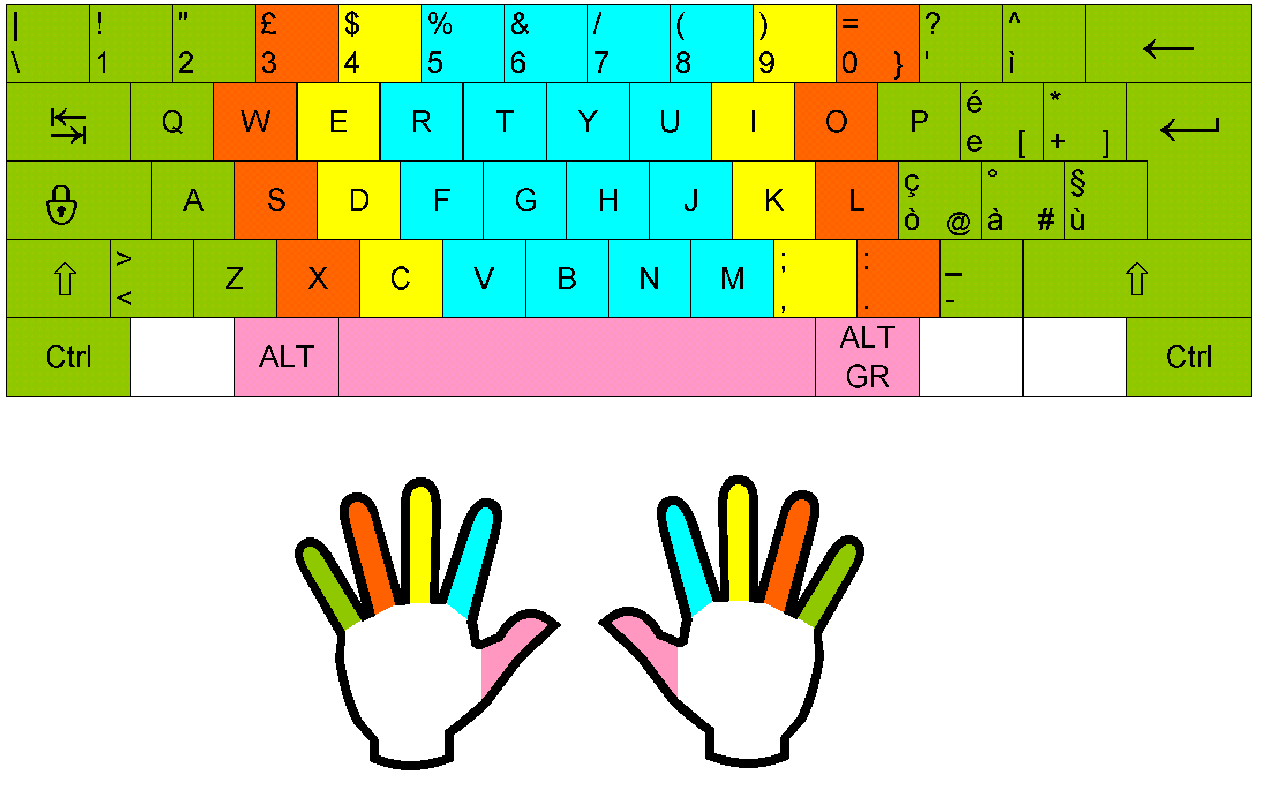
Schema per l'uso della tastiera (ergonomica) cieca con le dieci dita

La tastiera viene suddivisa in due parti, una per la mano sinistra e l'altra per la mano destra.
La posizione di base viene individuata nella seconda fila dei tasti di scrittura (le file si contano a partire dal basso verso l'alto) che prende il nome di riga di base o rigo base. Le dita delle due mani (con l'eccezione dei pollici ai quali compete la barra di spazio e che restano volanti in attesa di usarla) vengono posizionate sui cosiddetti tasti pilota che, nella tastiera alfanumerica QWERTY, corrispondono alle lettere ASDF per la mano sinistra e a JKLò per la mano destra. Così, un dito per ogni tasto, dal mignolo sinistro sulla lettera A all'indice sinistro sulla lettera F, e dall'indice destro sulla lettera J al mignolo destro sulla lettera ò (oppure sulla M nelle macchine per scrivere con tastiera AZERTY) si dispongono le dita in tastiera.
Per altri tipi di tastiera, quali ad es. la Dvorak, cambieranno ovviamente le lettere sulla riga base, ma la ripartizione dei tasti fra le dita sarà simile. Ai mignoli, che hanno un maggiore raggio d'azione, spettano anche i tasti al loro esterno, così pure avviene per ciascun indice a cui competono due tasti in zona centrale per ogni riga.
Ciascun dito, partendo dal proprio tasto pilota, si muove in orizzontale o in verticale per digitare un altro tasto e ritornare subito dopo alla posizione di partenza. In quasi tutte le tastiere i tasti F e J (o i tasti corrispondenti in schemi diversi di tastiere) presentano un punto o una piccola linea in rilievo. In tal modo il dattilografo o l'operatore ha un sicuro punto di riferimento sulla riga base che gli permette maggior sicurezza nell'applicazione della scrittura cieca e quindi maggiore precisione e velocità di scrittura.
I pollici vengono utilizzati alternativamente sulla barra di spazio: se l'ultima lettera della parola è stata digitata con la mano destra, lo spazio viene dato con il pollice sinistro e viceversa. Tutto ciò allo scopo di razionalizzare e bilanciare i movimenti e consentire al contempo un ritmo costante nella diteggiatura. Il ritmo è infatti fondamentale per il buon apprendimento del metodo: se è costante diventa molto più facile acquisire in poco tempo una buona precisione di scrittura e, con l'esercizio e la pratica, aumenterà gradualmente anche la velocità.
Se un tasto deve essere premuto contemporaneamente al tasto maiuscole, il tasto Alt o simili, i due tasti non dovranno essere premuti con la stessa mano, ma ogni mano premerà un tasto.

## Tecniche di insegnamento
Nei corsi di dattilografia si insegnano prima alcune lettere (quelle sulla riga centrale) e lo spazio, in seguito si procede per riga, imparando poche lettere per ogni lezione. Per fissare la lettera appresa, la si fa ripetere agli allievi seguita da uno spazio; se la lettera è digitata da un dito della mano destra, allora lo spazio sarà digitato dal pollice della mano sinistra e viceversa. Già da questi esercizi non si deve trascurare il ritmo. Inoltre, per fissare ulteriormente la lettera, si invitano gli studenti a guardare la lettera (ad esempio se stampata su un foglio) e talvolta si chiede di pronunciarla (per sfruttare anche la memoria auditiva, utile in lingue come l'italiano che hanno una relazione molto logica suono-lettera). Ad esempio la sequenza a-SPAZIO:
```
a a a a a ...   (a con il mignolo della mano sinistra, SPAZIO con il pollice della mano destra)
l l l l l ...   (l con l'anulare della mano destra, SPAZIO con il pollice della mano sinistra)
```

È nella fase iniziale che si deve curare anche la posizione delle dita (a "martelletto") e il rilassamento della mano (premendo un tasto si deve muovere un solo dito, mentre il resto della mano è rilassato e non si irrigidisce).
Dopo la pressione di un tasto, il dito torna alla sua posizione rilassato e aspetterà il ritmo per muoversi nuovamente (anche se è il tasto che è sotto il dito stesso nella posizione di base), indifferentemente se dovrà ripremere lo stesso tasto. Un segreto è quello di non correggere eventuali errori: piuttosto ci si deve sforzare a non farne.
In passato, quando la copiatura a macchina era fondamentale, nei corsi di dattilografia gli allievi talvolta imparavano a scrivere al ritmo di musica, ad esempio facevano gli esercizi ascoltando un valzer, in tal modo si sforzavano a seguire il ritmo e a ridurre gli errori, anche perché se durante un esercizio si sbagliava, bisognava andare avanti piuttosto che correggere.
Non possedendo tutti una macchina per scrivere (o un computer) nei libri di dattilografia era allegata una tastiera stampata su un foglio di carta plastificata, per esercitarsi a casa (spesso con una tastiera per computer stampata su un lato, e una per macchina per scrivere dall'altro).
Appresi un numero sufficiente di tasti si incominciano a scrivere brevi parole (anche per spezzare la monotonia del lavoro) contenenti solo i caratteri appresi, separati da spazi. Ovviamente gli spazi sono premuti con il dito della mano opposta a quella del dito che ha premuto la lettera prima dello spazio:
```
la la la la la la la la ...
la dama la dama la dama ...
la dama, la dama, la dama ...
```

Ogni frase deve essere vista e pensata come un insieme di caratteri singoli: lettere, spazi e punteggiatura (indifferentemente dalla pronuncia: "che", "o, ", "due" e "lle" sono sequenze di 3 caratteri da scriversi nello stesso tempo) e a ogni carattere è collegato un movimento automatico delle dita.
In seguito si apprendono le maiuscole, il mignolo della mano sinistra preme il tasto maiuscole se la lettera è sul lato destro della tastiera; viceversa il mignolo destro preme il tasto maiuscole se la lettera è sul lato sinistro, suddividendo il lavoro tra le due mani. Il ritmo rimane invariato sia scrivendo lettere minuscole sia maiuscole.
Man mano che si imparano le righe di tasti principali (che contengono tutto l'alfabeto e la punteggiatura più importante) si può incominciare a copiare brevi testi di difficoltà crescente. Il testo dovrebbe stare sul lato sinistro di chi scrive, che deve cercare di vedere in esso delle sequenze di caratteri piuttosto che parole e frasi. In tal modo riesce a creare un riflesso condizionato che alla vista di una lettera richiama il tasto, senza bisogno di pensare, indifferentemente dalla lettera precedente o successiva (o se la lettera è doppia o singola). L'ideale è l'esercizio di gruppo, in cui si suppone che tutti debbano sforzarsi a scrivere lo stesso testo nello stesso tempo (anche finire prima è un errore). Al giorno d'oggi la copiatura è meno importante della scrittura diretta, tuttavia chi padroneggia la copiatura si abitua facilmente anche alla scrittura diretta (specie se, in lingue con una scrittura fonetica come l'italiano, riesce ad assegnare le lettere ai suoni piuttosto che ai simboli letti sulla carta).
Problema della videoscrittura cieca diretta è il mantenimento continuo degli occhi sullo schermo che può causare problemi agli occhi e, da un punto strettamente tecnico-didattico, la facilità di notare gli errori e la loro rapida correzione, cosa che oltre a rompere il ritmo aumenta la frequenza degli errori, perché chi scrive lo fa con meno accuratezza confidando nelle correzioni. Copiando invece, si suppone che chi scrive cerchi di non fare errori, che poi vedrà solo alla fine, rileggendo il testo scritto.
Ancora più in avanti si apprendono le lettere accentate, i numeri e gli altri caratteri.
Un apprendimento veramente approfondito richiede la memorizzazione di ogni singolo carattere sulla tastiera, ma uno studio del genere, spesso trascurato anche in passato non è ormai più effettuato per via dello scarso bisogno di un tale sforzo. Attualmente (al contrario che in passato) è più che sufficiente conoscere le lettere e la punteggiatura usata più di frequente, senza peraltro avere un tangibile vantaggio sul mercato del lavoro: ormai le lettere sono elettroniche, scritte al computer ed eventualmente stampate per l'invio per posta tradizionale; possono essere salvate (basta cambiare pochi dati e mandare lo stesso formato di e-mail a molte persone) e sempre più spesso sono in linguaggio informale anche in campi che in passato erano rigorosamente formali. La scrittura cieca - salvo eccezioni - diventa una sorta di soddisfazione personale, mentre i caratteri meno usati sono trascurati dall'apprendimento o dimenticati col tempo.

## Altri modi di scrittura
Il metodo spesso usato dalle persone che scrivono al computer senza aver appreso un metodo e non conoscono quindi una tecnica di scrittura razionale, spesso si riduce sostanzialmente alla "scrittura a due dita", non potrà mai essere ovviamente a tastiera cieca perché richiede un continuo uso della vista nel passare dalla tastiera alla ricerca del tasto da premere al monitor ed eventualmente a un foglio e così via. In sintesi, metodi di scrittura comprendenti la ricerca dei tasti, l'uso parziale delle dita, o anche una certa possibilità di scelta fra le dita nel digitare quel determinato tasto, sono disapprovati da chi intende l'uso della tastiera in modo professionale.
Infine ci può essere chi apprende il metodo, ma poi non lo applica del tutto: ad esempio, venendo a perdere importanza la velocità di scrittura (che un tempo era un punto chiave nel curriculum vitae) per la scrittura a macchina sotto dettatura o la copia di documenti che sono ormai stampati al computer, pochissime persone che oggi scrivono senza guardare la tastiera saprebbero digitare caratteri come "%, *, #" o anche i semplici numeri sull'ultima fila di tasti della tastiera senza guardare (il tastierino numerico ha anche un segnetto in rilievo sul numero 5).

## Prassi per la salute
Alcuni consigli utili sia per migliorare la velocità di scrittura sia per non subire danni alla propria salute in caso di uso prolungato:
- tenere una postura corretta in termini ergonomici, rilassata e non contratta;
- impiegare solo la forza richiesta, senza premere con violenza sui tasti;
- nel caso in cui si debbano premere due tasti contemporaneamente (es. Alt o il tasto maiuscole), se possibile premere un tasto con un dito di una mano e l'altro con un dito dell'altra mano, sfruttando l'eventuale presenza dei tasti speciali che sono duplicati in modo simmetrico (quelli di destra, talvolta chiamati erroneamente tasti "per mancini", in realtà sono per la distribuzione del lavoro tra le mani). Ciò diminuisce molto lo sforzo delle dita, specie considerando che molte persone usano sempre la stessa mano per premere, ad esempio, la maiuscola;
- digitare i tasti sempre con lo stesso ritmo, sia che i tasti siano vicini, o che vi siano lettere doppie o tasti lontani. Il ritmo della scrittura deve essere sempre costante; meglio scrivere a un ritmo più lento, ma costante, che scrivere a ritmo veloce alcuni tasti (ad esempio le lettere doppie) e dover poi rallentare per altri;
- staccare spesso gli occhi dallo schermo;
- prendere brevi pause frequenti per muoversi, rilassarsi, migliorando pertanto la propria precisione di scrittura e non danneggiare il sistema osteoarticolare.